# هيرنان فييرا
هيرنان فييرا (بالإسبانية: Hernán Viera) هو رباع بيروفي، ولد في 16 يناير 1993.

## وصلات خارجية
- هيرنان فييرا على موقع الاتحاد الدولي (الإنجليزية)
- هيرنان فييرا على موقع اللجنة الأولمبية الدولية (الإنجليزية)
- هيرنان فييرا على موقع أوليمبيديا (الإنجليزية)